# Ángel Ibáñez
Pour les articles homonymes, voir Ibáñez.
Ibáñez  Lahoz est un nom espagnol. Le premier nom de famille, en général paternel, est Ibáñez ; le second, en général maternel, souvent omis, est Lahoz.
Ángel Ibáñez Lahoz (né le 3 janvier 1939 à Bárboles) est un coureur cycliste espagnol. Il a notamment remporté au course de sa carrière une étape du Tour d'Espagne 1967.

## Biographie
Ángel Ibáñez Lahoz nait à Bárboles de parents agriculteurs. À 14 ans, il travaille dans la ville voisine de Escatrón en tant qu'apprenti dans un atelier de boucherie, et doit utiliser un vélo donné par sa mère pour s'y rendre. Il décide cependant dès l'année suivante de partir à Torredembarra en Catalogne, où il est apprenti maçon durant trois ans. Il dispute sa première compétition cycliste à 20 ans en amateur. Disputée à Vallmoll près de Tarragone sur 80 kilomètres, il s'impose avec plus de trois minutes d'avance sur ses poursuivants les plus proches. 
Il remporte son principal succès chez les professionnels en 1967 lors de la treizième étape du Tour d'Espagne, avec une longue échappée solitaire.

## Palmarès
- 1962
  - 3e du Trofeo Jaumendreu
- 1964
  - GP Catalunya
- 1965
  - Trofeo Borras
- 1966
  - 3e étape du Tour d'Andalousie
  - 1re étape du Tour de Majorque (contre-la-montre par équipes)
- 1967
  - 13e étape du Tour d'Espagne
  - 1re étape de la Bicyclette basque
- 1968
  -  Champion d'Espagne des régions
  - 9e du Tour de Catalogne

## Résultats sur les grands tours

### Tour de France
1 participation
- 1967 : 48e

### Tour d'Espagne
4 participations
- 1966 : abandon
- 1967 : 41e, vainqueur de la 13e étape
- 1968 : abandon
- 1969 : 50e